# آلبنا دنگووا
آلبنا پترووا دِنکوا (بلغاری: Албена Петрова Денкова؛ زاده ۳ دسامبر ۱۹۷۴) رقصنده روی یخ اهل بلغارستان است. او همراه با شریکش و نامزدی خود مکسیم استاویسکی، دو بار قهرمان جهان در سال‌های ۲۰۰۶ و ۲۰۰۷، دو بار مدال نقره قهرمانی اروپا در سال‌های ۲۰۰۳ و ۲۰۰۴ و قهرمان فینال گرند پری اسکیت نمایشی ۲۰۰۶ است. دِنکوا و استاویسکی نخستین بلغاری‌هایی هستند که در مسابقات جهانی اسکیت نمایشی مدال کسب کردند.
این زوج همچنین دو بار نایب قهرمان اروپا شدند و در سال ۲۰۰۶ قهرمان نهایی گرند پری شدند. آن‌ها نخستین بلغاری‌هایی بودند که در مسابقات قهرمانی جهان مدال کسب کردند.
دِنگُووا ابتدا به عنوان ژیمناست فعالیت خود را آغاز کرد، اما در سن هشت سالگی به رقص روی یخ روی آورد. او با کریستو نیکولوف شروع به همکاری کرد و پس از آن با ماکسیم استاویسکی به موفقیت‌های بین‌المللی رسیدند. این زوج در سال ۲۰۰۷ از دنیای رقابت‌های حرفه‌ای کناره‌گیری کردند. دِنگُووا دارای مدرک اقتصاد از دانشگاه صوفیه است و در زندگی شخصی خود نیز به فعالیت‌های اجتماعی و فرهنگی علاقه‌مند است.

## زندگی حرفه‌ای
او فعالیت ورزشی خود را از سن چهار سالگی با ژیمناستیک آغاز کرد و حدوداً در ۸ یا ۹ سالگی به اسکیت نمایشی روی آورد. او از سن ۱۲ سالگی شروع به رقص روی یخ کرد. اولین شریک رقص یخ او هیستوی نیکولوف بود اما آنها به دلیل داشتن آرزوهای متفاوت از هم جدا شدند. در سال ۱۹۹۶, دِنکوا موفق شد با مکسیم استاویسکی در مسکو آزمایش دهد و استاویسکی به صوفیه منتقل شد تا برای بلغارستان با او رقابت کند. آنها به زودی به یک زوج خارج از پیست نیز تبدیل شدند. در سپتامبر ۲۰۰۰، دِنکوا / استاویسکی زمان خود را بین صوفیه و اودینتسوفو در نزدیکی مسکو تقسیم کردند، جایی که با مربی الکسی گورشکوف و طراح رقص سرگئی پتوخوف همکاری کردند.
دِنکوا / استاویسکی از مسابقات قهرمانی اروپا ۲۰۰۰ انصراف دادند پس از اینکه استاویسکی به بیماری ذات الریه مبتلا شد. در آخرین تمرین قبل از رقص آزاد در مسابقات جهانی ۲۰۰۰، پتر چرنیشف تیغه اسکیت خود را به پای دِنکوا بالای بوتش زد، دو تاندون و یک ماهیچه را برید و او را برای سه ماه از راه رفتن ناتوان کرد. او در نهایت به تمرینات بازگشت اما دچار ورم در پای خود شد. پس از اینکه از انجمن اسکیت ایالات متحده پرسید که آیا چرنیشف بیمه برای پوشش هزینه‌های پزشکی او دارد، برگزارکنندگان دعوتنامه دِنکوا / استاویسکی برای اسکیت آمریکا ۲۰۰۰ را پس گرفتند. دِنکوا و استاویسکی هر دو قبل از مسابقات قهرمانی اروپا ۲۰۰۱ به آنفولانزا مبتلا شدند و دِنکوا ورم بیشتری را تجربه کرد اما آنها در این رویداد شرکت کردند و در جایگاه هشتم قرار گرفتند که بهترین نتیجه آنها تا آن زمان بود.
دِنکوا / استاویسکی در مسابقات قهرمانی اروپا ۲۰۰۳ مدال نقره کسب کردند و تبدیل به نخستین اسکیت‌بازان بلغاری شدند که در یک رقابت ISU مدال گرفتند. سپس آنها اولین بلغاری‌ها شدند که در مسابقات جهانی مدال گرفتند و در مسابقات جهانی ۲۰۰۳ مدال برنز کسب کردند. در فصل بعد، آنها بار دیگر در قهرمانی اروپا ۲۰۰۴ مدال نقره گرفتند و در مسابقات جهانی ۲۰۰۴ به عنوان نایب قهرمان جهان شناخته شدند.
در ۲۰۰۴–۲۰۰۵، دِنکوا / استاویسکی از مسابقات قهرمانی اروپا انصراف دادند و در مسابقات جهانی ۲۰۰۵ در جایگاه پنجم قرار گرفتند. در پایان فصل، آنها از گورشکوف جدا شدند و به نیوآرک (دلاور)، ایالات متحده، منتقل شدند تا با ناتالیا لینیچوک و گنادی کارپونوسووا تمرین کنند. آنها در سومین المپیک خود در جایگاه پنجم قرار گرفتند. در مسابقات جهانی ۲۰۰۶، آنها اولین بلغاری‌ها شدند که مدال طلای جهانی اسکیت نمایشی را کسب کردند.
در اکتبر ۲۰۰۶، اعلام شد که دِنکوا به عنوان رئیس فدراسیون اسکیت بلغارستان انتخاب شده است.
در ۲۰۰۶–۲۰۰۷، دِنکوا / استاویسکی در فینال گرند پری اسکیت نمایشی مدال طلا گرفتند، در قهرمانی اروپا ۲۰۰۷ مدال برنز کسب کردند و دوباره در مسابقات جهانی ۲۰۰۷ مدال طلا گرفتند. در ۱۰ آوریل ۲۰۰۷، آنها نشان سفیر استارا پلنینا را که بالاترین جایزه بلغارستان است دریافت کردند. در ۱۹ آوریل ۲۰۰۷، آنها ستاره‌ای در پیاده‌روی مشاهیر بلغارستان دریافت کردند.
در ۵ اوت ۲۰۰۷، مکسیم استاویسکی در بلغارستان یک تصادف رانندگی ایجاد کرد که منجر به مرگ پتر پتروف ۲۴ ساله و کما رفتن مانوئلا گورسووا نامزد ۱۸ ساله او شد. در اکتبر ۲۰۰۷، او بازنشستگی خود را از اسکیت رقابتی اعلام کرد و دِنکوا نیز مجبور به بازنشستگی شد. آنها به اسکیت در نمایش‌های مختلف در سراسر جهان ادامه دادند و همچنین در زمینه طراحی رقص با برایان ژوبر همکاری کردند. دِنکوا در سال ۲۰۰۴ گفته بود که بلغارستان امکانات و مربیان زیادی برای اسکیت ندارد، بنابراین او مدرسه اسکیت «SC Ice Dance Denkova/Staviski» را همراه با استاویسکی در صوفیه افتتاح کرد. آنها همچنین در برنامه تلویزیونی روسی یخ عصر شرکت کرده‌اند.

## زندگی شخصی
دِنکوا و استاویسکی نامزد شده‌اند. پسر آنها دانیل در ۳۰ ژانویه ۲۰۱۱ به دنیا آمد. دِنکوا یک خواهر ناتنی به نام اینا دمیرووا دارد که او نیز در رقص روی یخ رقابت کرده است. برادر شوهرش آندری لوته‌ای، اسکیت‌باز انفرادی است. دِنکوا فارغ‌التحصیل علم اقتصاد از دانشگاه صوفیه است.